# 지고쿠다니 야생 원숭이 공원
지고쿠다니 야생 원숭이 공원(地獄谷野猿公苑 지고쿠다니야엔코엔[*])은 일본 나가노현 시모타카이군 야마노우치정에 있는 야생 일본원숭이의 보호 및 관찰을 목적으로 하는 공원이다.

## 교통
나가노 전철 나가노선 유다나카역에서 차로 약 10분 거리이다. 그러나 겨울철에는 도로가 폐쇄되기 때문에 간바야시 온천에서 산길을 걸어서 30분 정도 걸어가야 한다.

## 갤러리

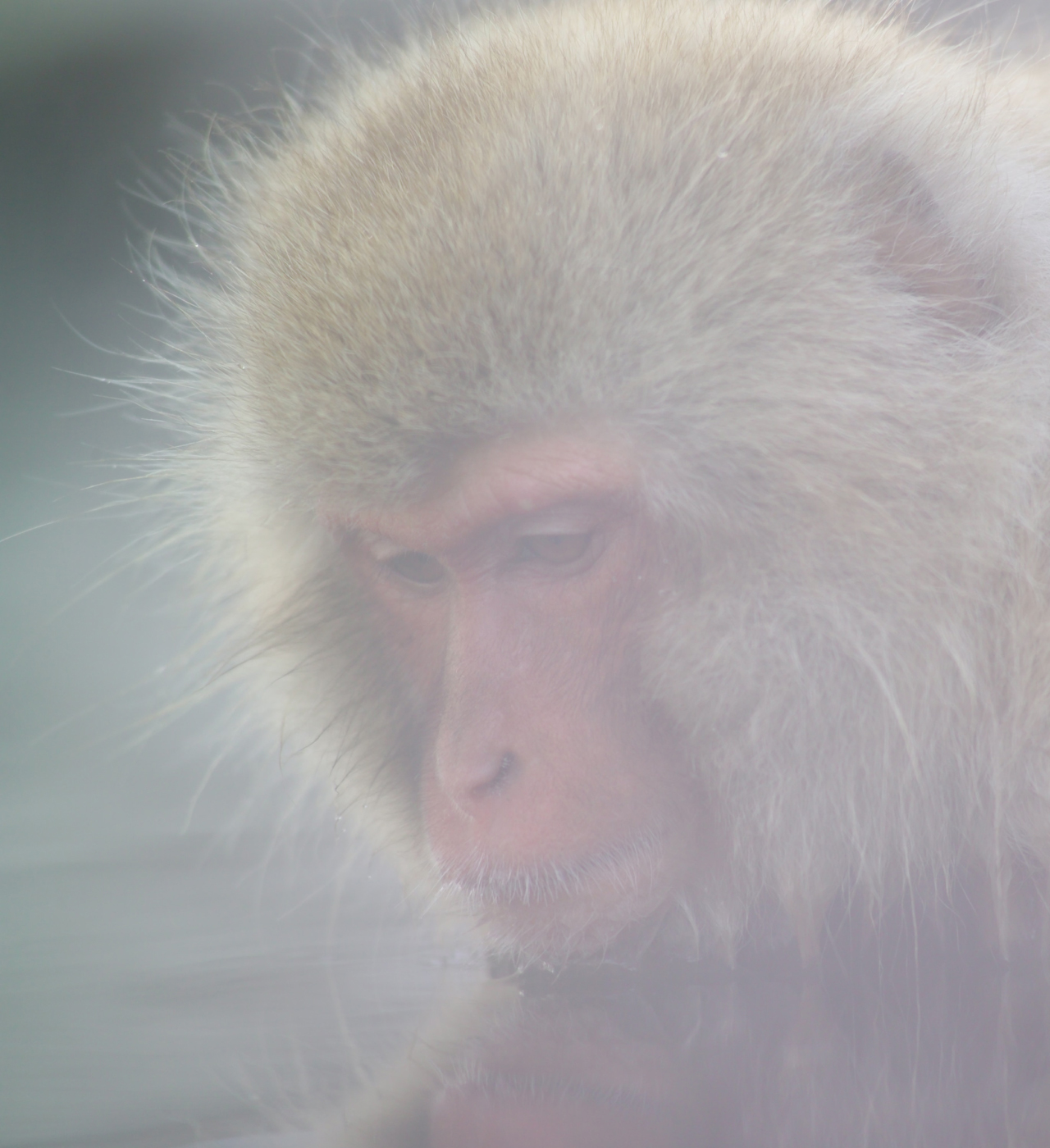
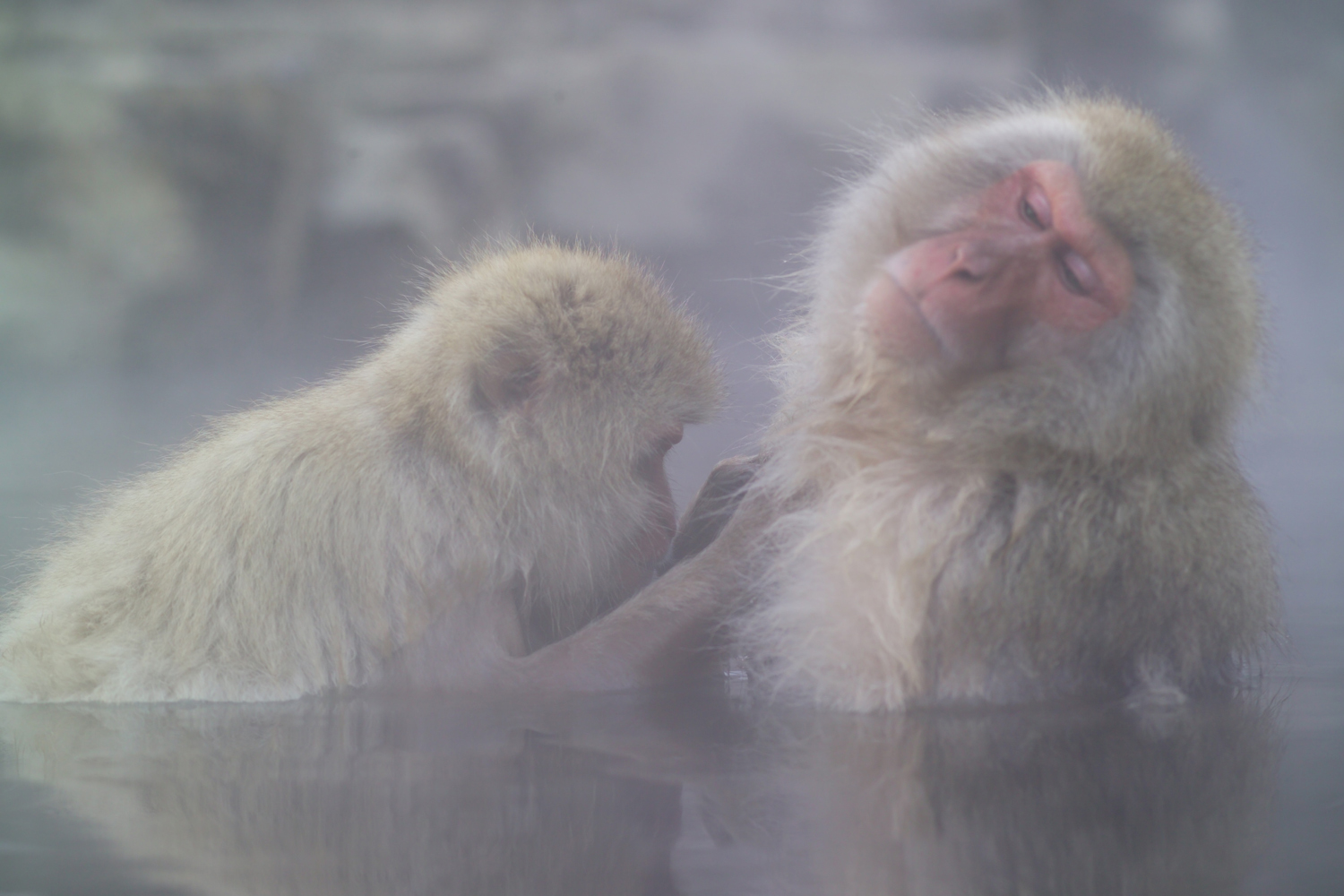
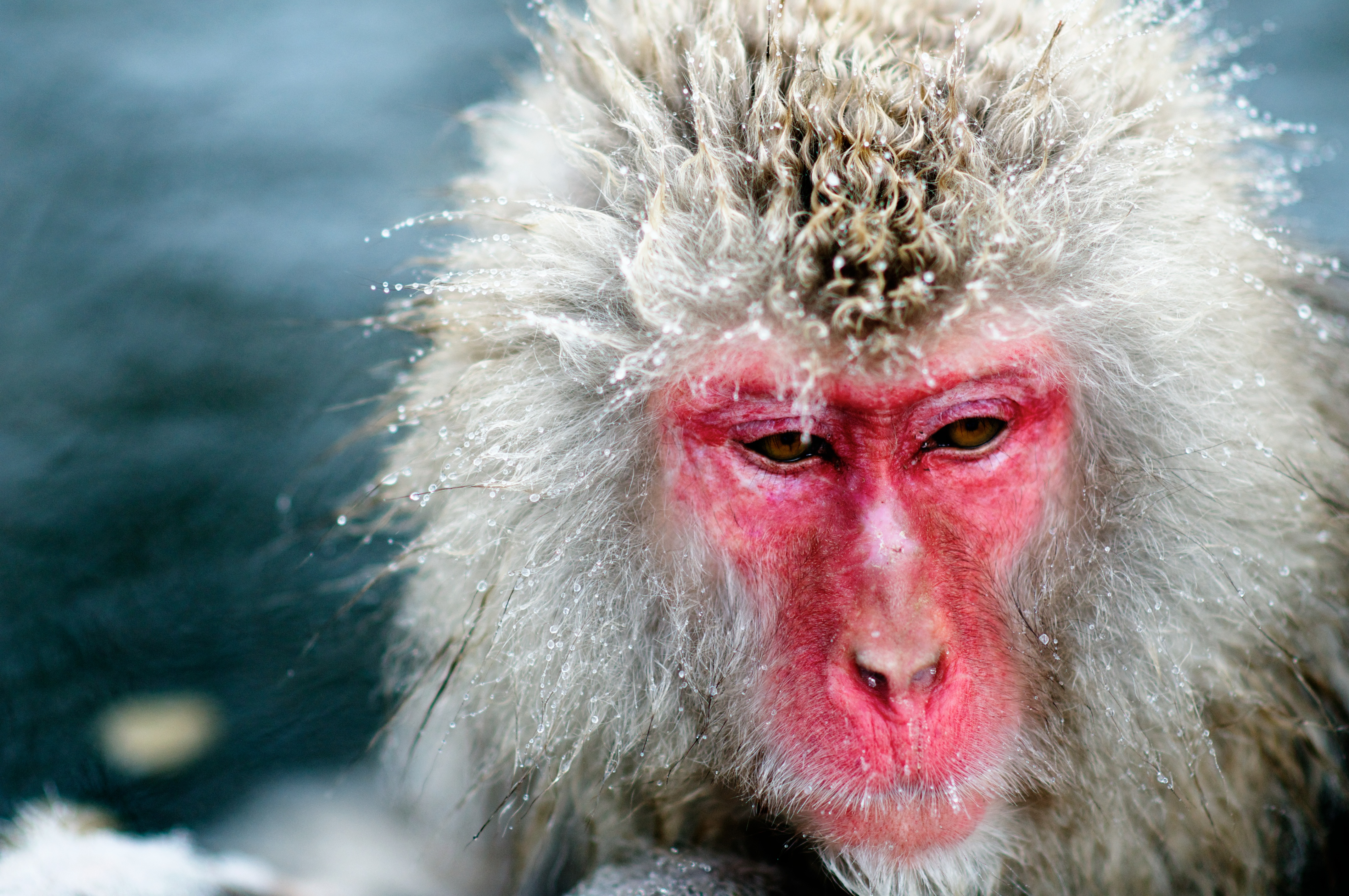
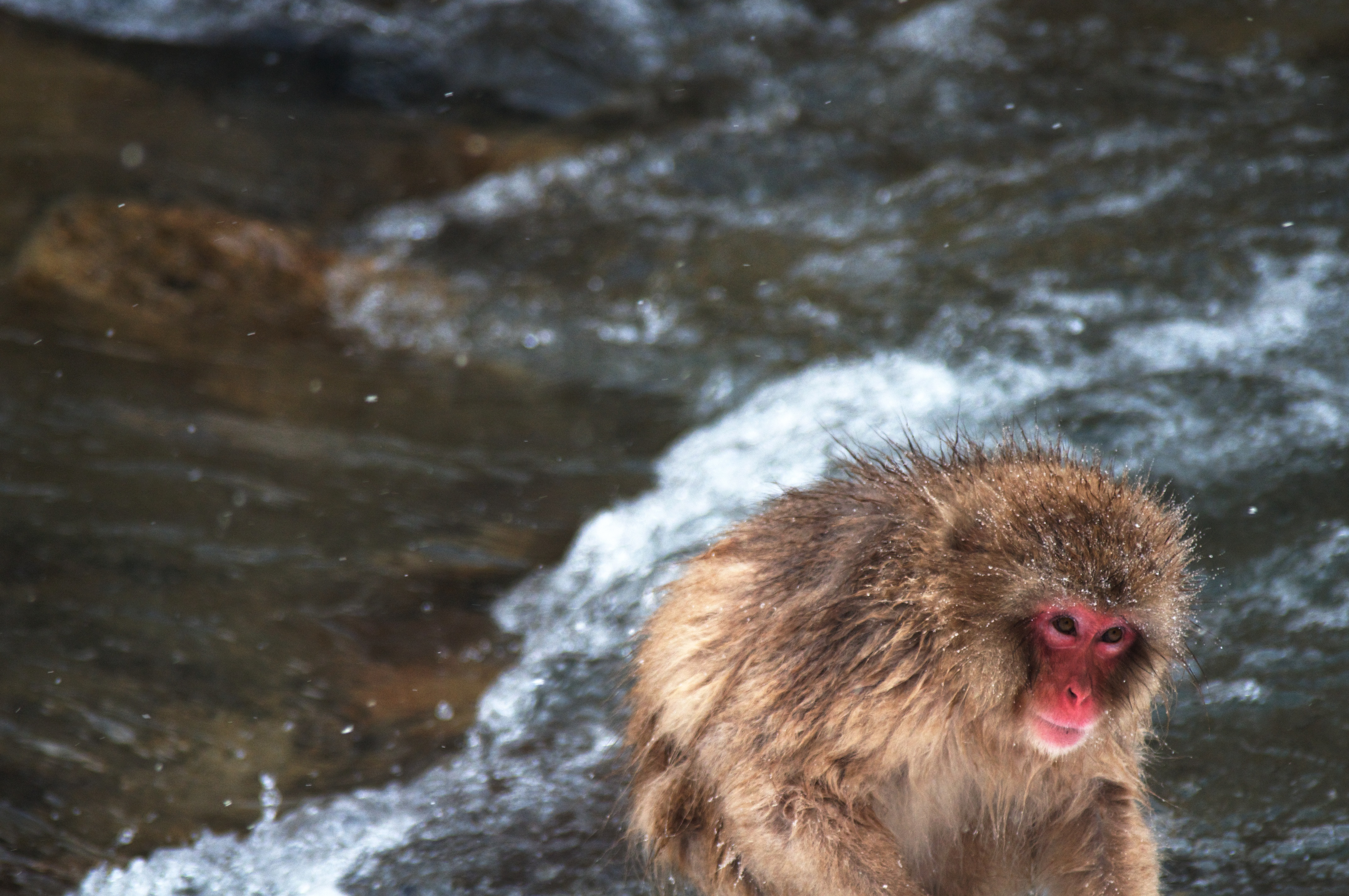
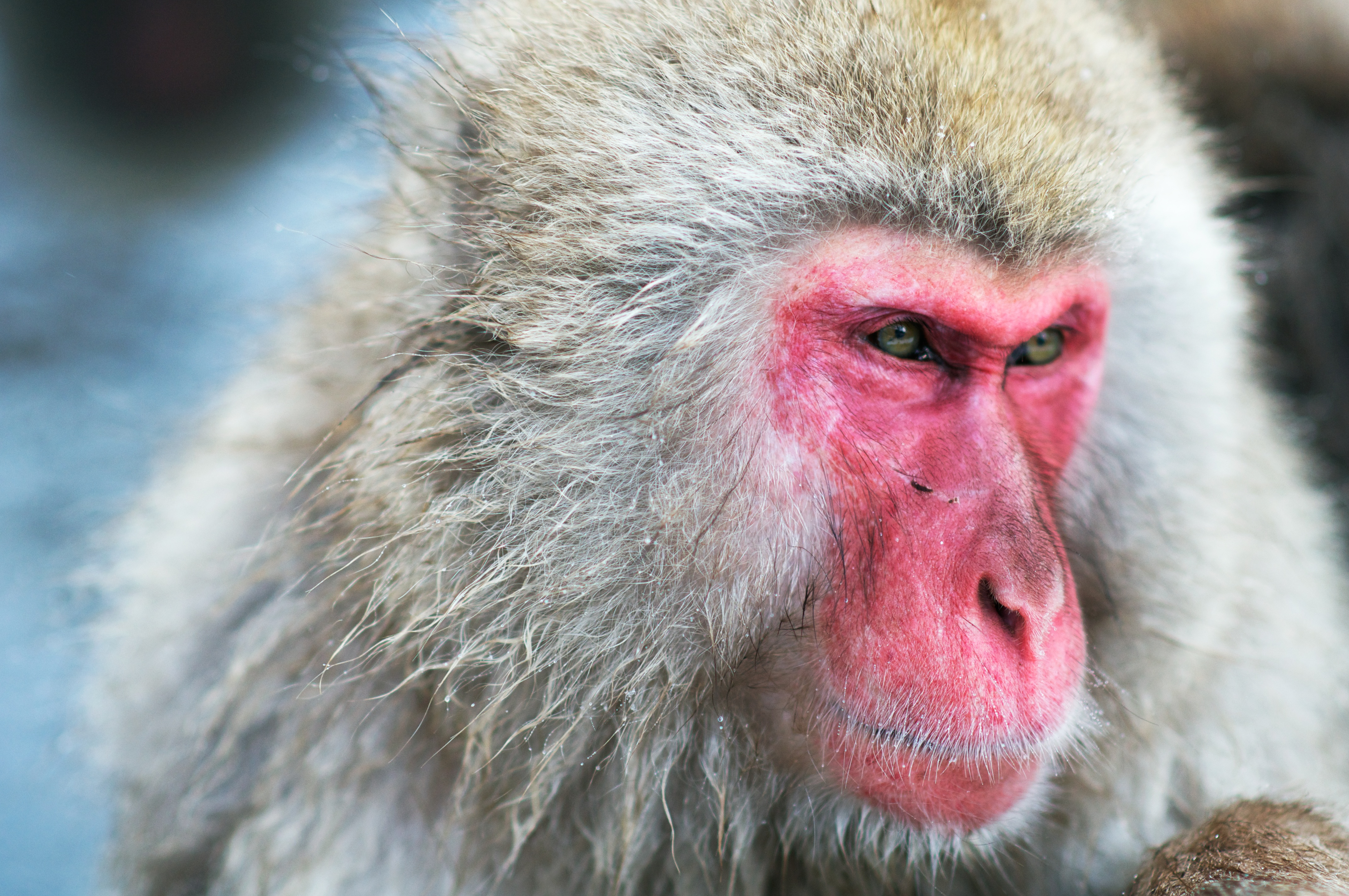
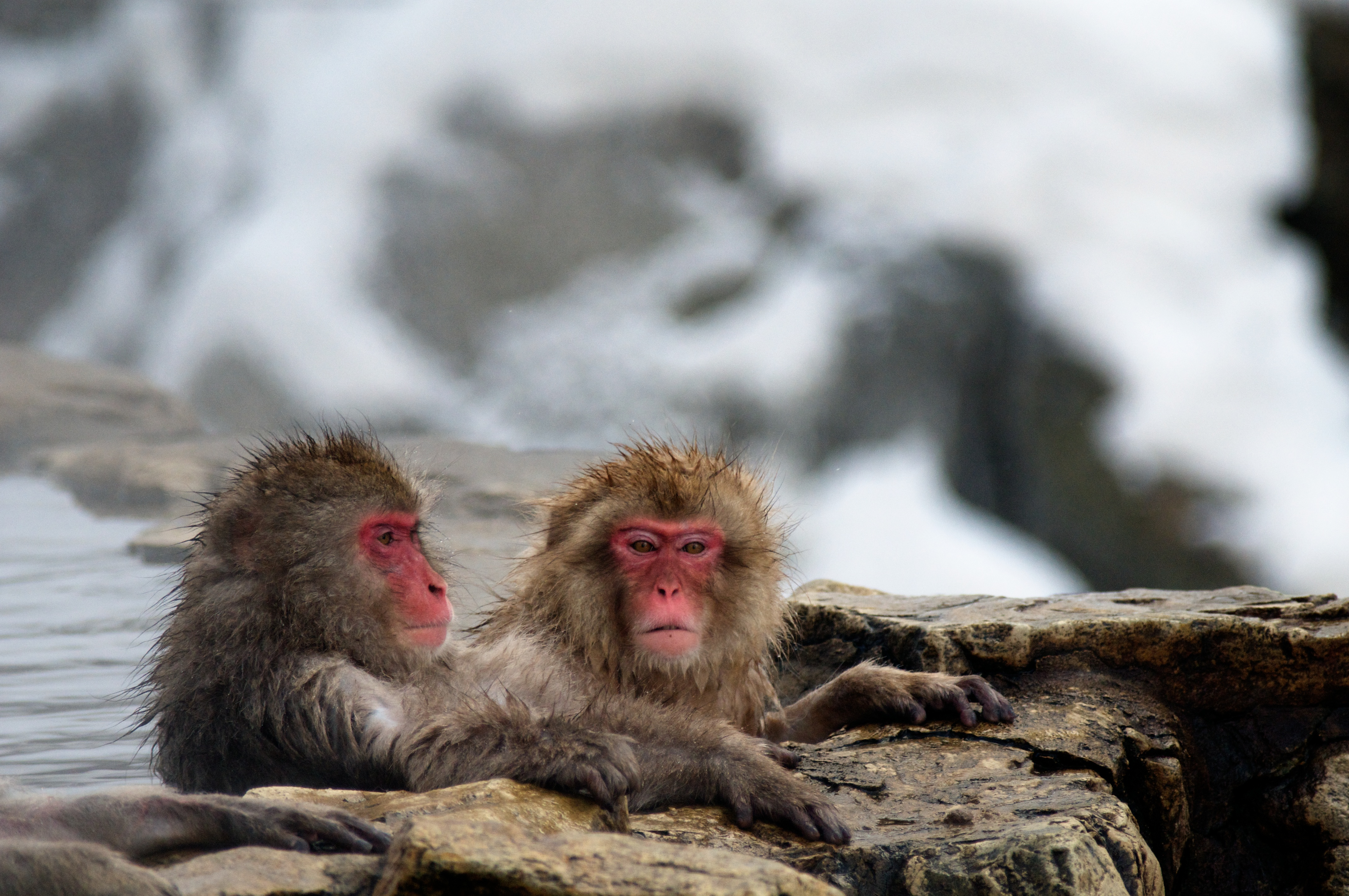